# Bộ quy tắc hiệp sĩ

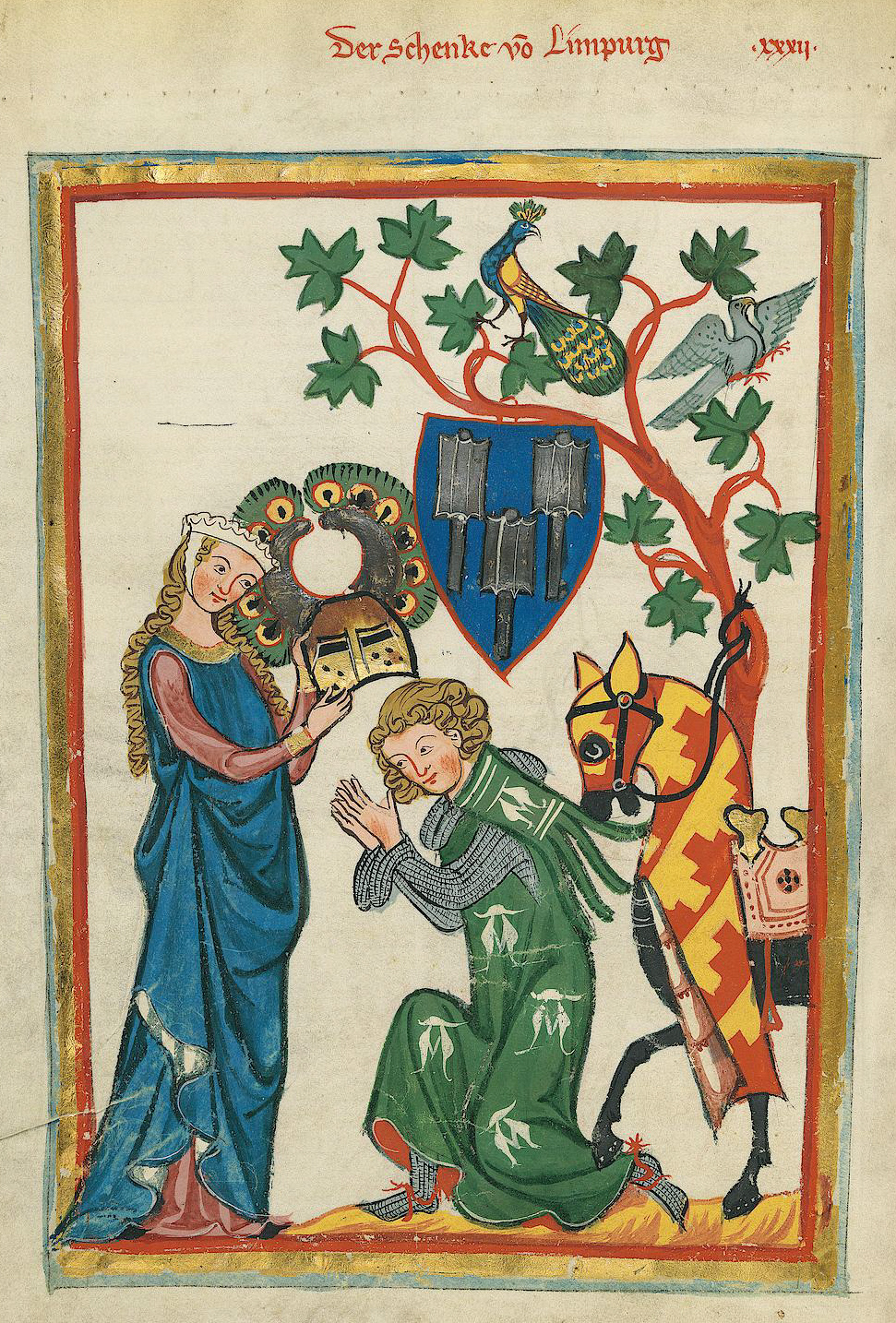
Họa phẩm kị sĩ Konrad von Limpurg nhận gia miện từ một quý nương trong Codex Manesse (đầu thế kỷ XIV).

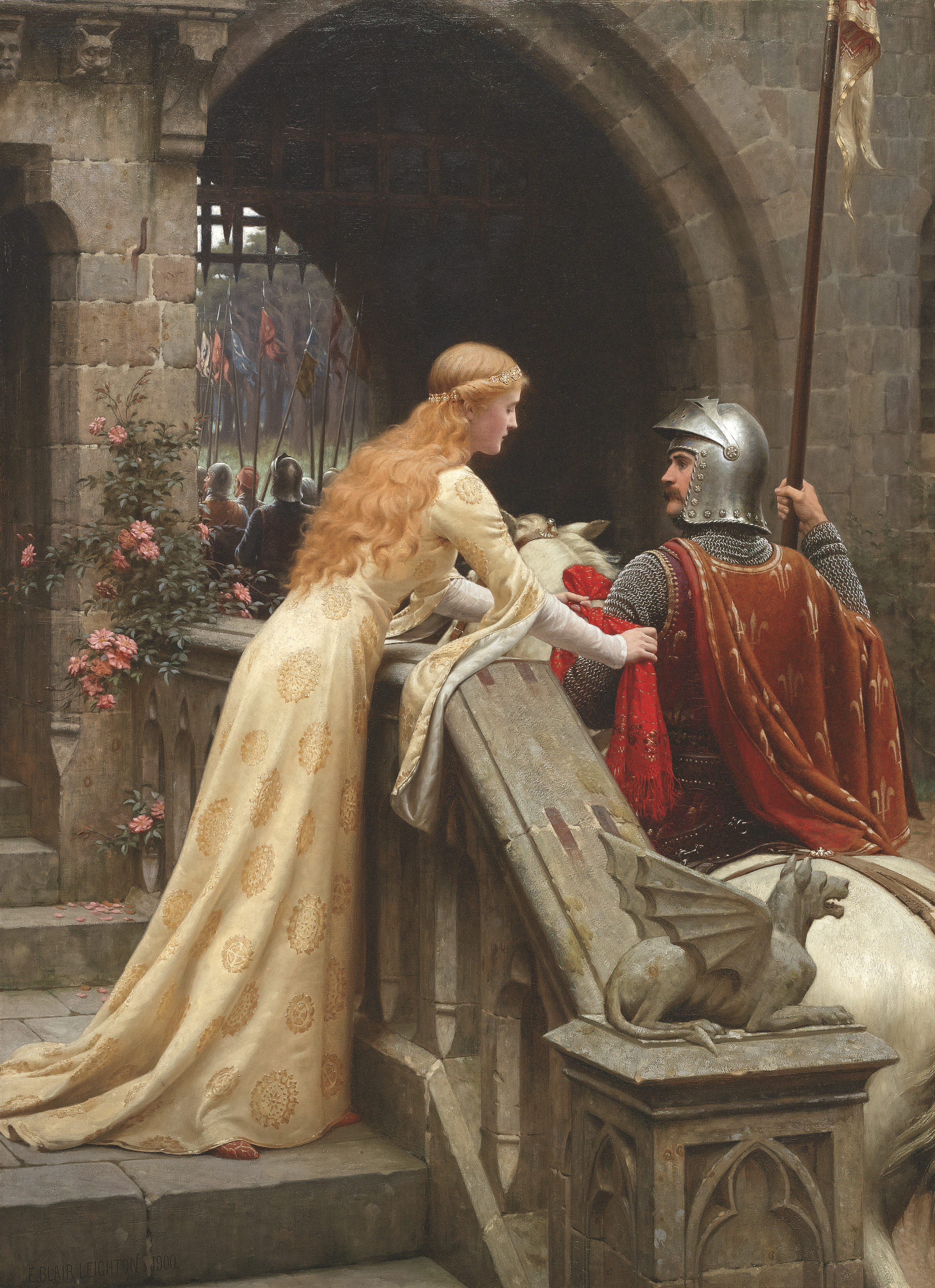
God Speed by English artist Edmund Leighton, 1900: depicting an armoured knight departing for war and leaving his beloved.

Bộ quy tắc hiệp sĩ (tiếng Anh: Chivalry; tiếng Latinh: Caballārius) còn được gọi là Tinh thần hiệp sĩ hay Kị sĩ đạo là các lề luật ứng xử gắn liền với định chế hiệp sĩ trung đại được phát triển từ giai đoạn 1170 - 1200 tại Âu châu.

## Lịch sử
Những lý tưởng của tinh thần hiệp sĩ được phổ biến trong văn chương trung đại, đặc biệt truyền thuyết Anh và Pháp, với dòng truyện tiên phong dựa trên công trình Anh quốc liệt vương sử của tác giả Geoffrey xứ Monmouth mà trong đó trình bày huyền thoại vua Arthur, được soạn vào thập niên 1130.

### Thuật ngữ
Bộ quy tắc tinh thần hiệp sĩ phát triển ở Âu châu trung đại có gốc rễ từ các định chế lẻ tẻ trong các thế kỷ trước đó. Nó nổi lên tại Thánh chế La Mã từ sự lý tưởng hóa kị binh - bao hàm sự quả cảm, huấn luyện cá nhân, và phụng sự người khác - đặc biệt tại Francia giữa các kị binh của Charlemagne. Thuật ngữ tinh thần hiệp sĩ khởi phát từ một thuật ngữ Cổ Pháp văn là "chevalerie", có thể được dịch thành "kị binh đội". Gautier cho rằng phẩm chất kị sĩ nổi lên từ người Moor cũng như các khu rừng Teuton và được dung nạp vào trong nền văn minh cùng tinh thần hiệp sĩ bởi Công giáo hội. Qua thời gian, ý nghĩa của nó tại Âu châu đã được trau chuốt nhằm nhấn mạnh các phẩm chất đạo đức và xã hội một cách tổng quát và nghiêm khắc hơn.

### Nội dung
Bộ quy tắc hiệp sĩ được duy trì ở hậu kỳ trung đại là một hệ thống đạo đức bao gồm đặc tính chiến binh, lòng mộ đạo, và phong cách cung đình, tinh thần mã thượng, hào hiệp, tất cả nhằm mục đích kiến tạo ý niệm danh dự và địa vị quý tộc.
| “         | MƯỜI ĐIỀU RĂN KỊ SĨ 1. Ngươi phải tin tưởng và chấp hành mọi lời dạy của Thánh Hội. 2. Ngươi phải bảo vệ Thánh Hội. 3. Ngươi phải tôn trọng mọi kẻ yếu và tự khiến mình bảo vệ họ. 4. Ngươi phải kính ái xứ sở mình sinh trưởng. 5. Ngươi không được chùn bước trước kẻ thù mình. 6. Ngươi phải chiến đấu chống kẻ ngoại giáo, không thỏa hiệp và không thương xót. 7. Ngươi phải tận tâm thực hiện mọi bổn phận phong kiến của mình, nếu chúng không trái Lề Luật Thiên Chúa. 8. Ngươi không được phép gian dối và phải tận trung với phát thệ của mình. 9. Ngươi phải rộng lượng và biết làm phước cho mọi người. 10. Ngươi phải hiện diện khắp nơi và luôn làm kẻ bênh vực cho lẽ Phải và lòng Tốt chống lại Bất Công và Yêu Quỷ. | ” |
| — Gautier | |   |

## Văn hóa

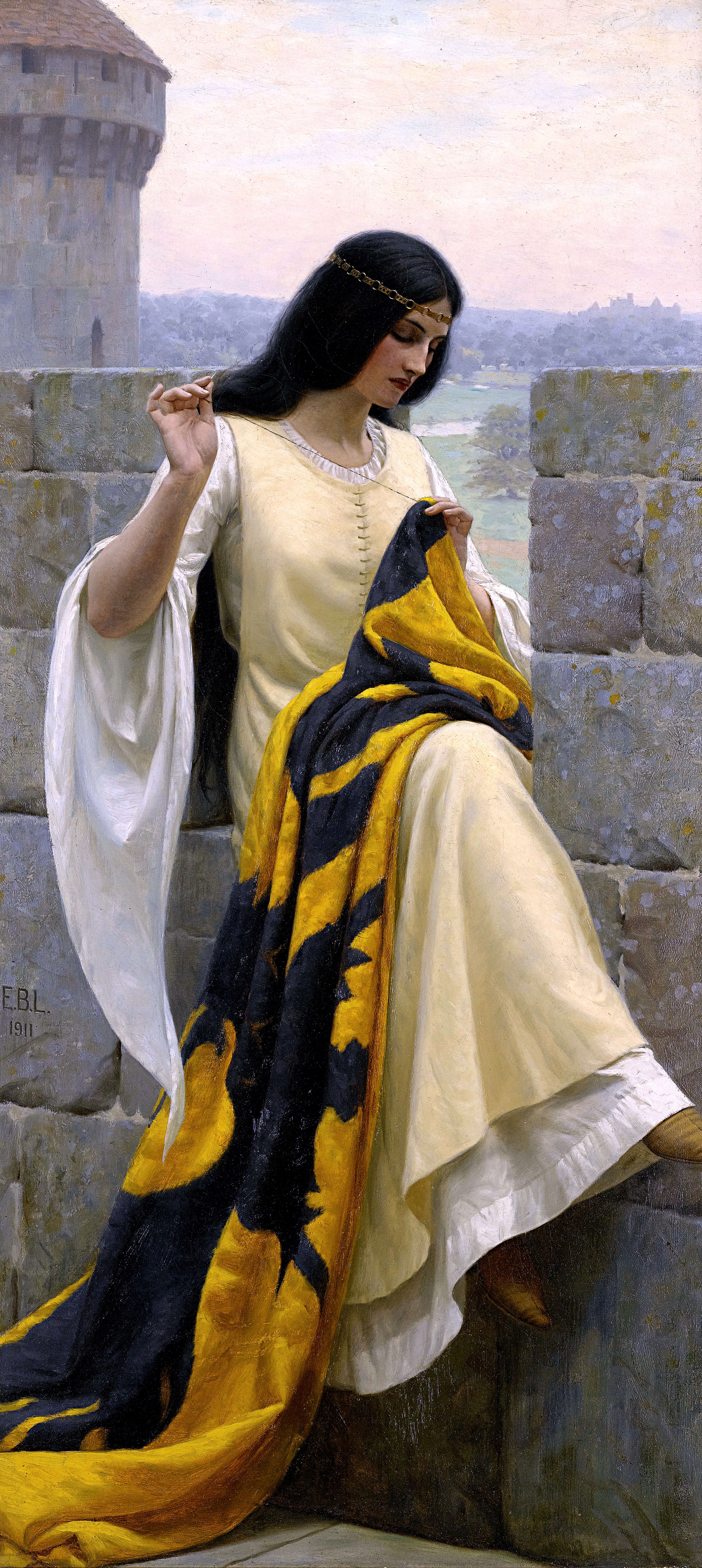
Bức họa một thiếu phụ khâu hiệu kỳ cho kị sĩ sắp tham chiến của tác giả Edmund Blair Leighton - Một tiền đề của chủ nghĩa lãng mạn.

### Văn chương kị sĩ
Dòng văn học kị sĩ manh nha tại Pháp thế kỷ XI và chóng vánh phát triển dưới sự bảo trợ của Tòa Thánh trong nhiều thế kỷ tiếp theo, đặc biệt từ khi bộ quy tắc hiệp sĩ được thống hợp và hoằng dương. Đa số trứ tác thường tập trung phản ánh đức trung thành phụng sự tín điều, những chặng đường phiêu lưu hành hiệp và ái tình của kị nhân, hoặc có thể là quá trình rèn rũa từ kị nhân nên kị sĩ rồi cuối cùng là hiệp sĩ. Cùng dòng văn học thành thị, văn học kị sĩ đã phá vỡ thế độc quyền của văn học nhà thờ, nhưng chính nó lại bồi đắp cho văn học và triết học sĩ lâm dồi dào sống động thêm. Nhân vật chính trong các truyện kể kị sĩ thường là người có hành động trượng nghĩa và vô cùng mộ đạo, do thế, được coi là sự tiếp nối dạng nhân vật anh hùng cổ đại.

### Văn nghệ Thập Tự Chinh
Từ thập niên 1370 đã xuất hiện những truyền kỳ về một cung thủ tên Robin Hood (hoặc Robyn Hode) và những giai thoại gắn liền vua Richard Sư Tử Tâm. Chúng thường được phổ biến bởi các ngâm du thi nhân qua hình thức diễn xướng và ca vũ.

### Thư tịch
- Alexander, Michael. (2007) Medievalism: The Middle Ages in Modern England, Yale University Press. Alexander rejects the idea that medievalism, a pervasive cultural movement in the nineteenth and early twentieth centuries, was confined to the Victorian period and argues against the suspicion that it was by its nature escapist.
- Davis, Alex (2004). Chivalry and Romance in the English Renaissance. Woodcock, Matthew.
- Barber, Richard (1980). "The Reign of Chivalry".
- Bouchard, Constance Brittain (1998). Strong of Body, Brave and Noble: Chivalry and Society in Medieval France. Cornell University Press, 1998. ISBN 0-8014-8548-7
- Charny, Geoffroi de, died 1356 (2005). A Knight's Own Book of Chivalry (The Middle Ages Series). Translated by Eslpeth Kennedy. Edited and with a historical introduction by Richard W. Kaeuper. University of Pennsylvania Press. Celebrated treatise on knighthood by Geoffroi de Charny (1304?-56), considered by his contemporaries the quintessential knight of his age. He was killed during the Hundred Years War at the Battle of Poitiers.
- Gautier, Léon, (1895) (1883, 3rd ed. 1895| La Chevalerie)
- Girouard, Mark (1981). The Return to Camelot: Chivalry and the English Gentleman. Yale University Press.
- Haines, Charles Reginald. (1889). Christianity and Islam in Spain, A.D. 756-1031. London: Kegan Paul, Trench & Co. Project Guttnberg online book.
- Prestage, Edgar (1928). "Chivalry: A Series of Studies to Illustrate Its Historical Significance and Civilizing Influence".
- Kaeuper, Richard W. (1999). Chivalry and Violence in Medieval Europe. Oxford University Press, 1999.
- Kaeuper, Richard W. (2009) Holy Warriors: The Religious Ideology of Chivalry (The Middle Ages Series). University of Pennsylvania Press. Foremost scholar of chivalry argues that knights proclaimed the validity of their bloody profession by selectively appropriating religious ideals.
- Keen, Maurice (1984). Chivalry. Yale University Press. ISBN 0-300-03150-5 / ISBN 0-300-10767-6 (2005 reprint).
- Mills, Charles (2004). "The History of Chivalry or knighthood and its Times" Volume I-II.
- Read, Charles Anderson (2007). The Cabinet Of Irish Literature; Selections From The Works Of The Chief Poets, Orators, And Prose Writers Of Ireland - Vol IV (Paperback).
- Saul, Nigel. (2011) Chivalry in Medieval England. Harvard University Press. Explores chivalry's role in English history from the Norman Conquest to Henry VII's victory at Bosworth in the War of the Roses.

### Tư liệu
- Laura Ashe (University of Oxford), Miri Rubin (University of London), and Matthew Strickland (University of Glasgow), interviewed by Melvin Bragg, "Chivalry", In Our Time, BBC Radio 4 (ngày 13 tháng 2 năm 2014). Includes bibliography for further reading. Downloadable podcast available.
- "Chivalry", Old Catholic Encyclopedia, 1914.
- "Chivalry", Encyclopædia Britannica, full-article, newest edition.
- "Chivalry during the Reign of Edward III", from Shadow Realms.
- "Medieval Chivalry".
- "Spatial Dichotomy in the Medieval Chivalry Romance (City / forest) Elbakidze, M.V."
- The Art of Chivalry: European arms and armor from the Metropolitan Museum of Art: an exhibition, Issued in connection with a 1982 exhibition at The Metropolitan Museum of Art
- "Chivalry" . Encyclopædia Britannica. Quyển 6 (ấn bản thứ 11). 1911. tr. 253.